# Andreas Constantinou
Andreas Constantinou (* 12. Oktober 1980 in Nikosia) ist ein zyprischer ehemaliger Fußballspieler.
Constantinou begann seine Karriere beim Omonia Nikosia. Dort konnte er sich nicht richtig durchsetzen und ging erst zu Alki Larnaka und später zum AEK Larnaka. Beim letzteren wurde er Stammspieler und wurde später vom Anorthosis Famagusta verpflichtet. Weitere Stationen waren erneut Alki, Paralimniou und Aradippou. Für die Nationalmannschaft Zypern bestritt er insgesamt 8 Länderspiele. 2014 hörte Constantinou mit dem Fußball auf.